# Металопрокатний завод у Ер-Ріяді
Металопрокатний завод у Ер-Ріяді — підприємство чорної металургії Саудівської Аравії, яке діє у центральній частині країни.
У 1984 році бізнесовий конгломерат шейха Мохаммеда бін Абдулазіз Аль Раджхі, ядром якого є Al-Rajhi Bank, заснував компанію Rajhi Steel Industries та розширив свою діяльність за рахунок роботи з металопродукцією. У 1996-му Rajhi Steel ввела в дію свій перший повноцінний виробничий актив у галузі чорної металургії — металопрокатний завод, майданчик якого за пів сотні кілометрів на південний схід від околиць Ер-Ріяду, дещо північніше від оази Аль-Хардж. Станом на початок 2010-х завод мав дві прокатні лінії, спроможні випускати 500 тисяч тонн будівельної арматури на рік.
Для своє роботи майданчик в Ер-Ріяді потребує сортової заготовки. З 2006-го її поставки міг здійснювати електрометалургійний завод Rajhi Steel у Джидді, втім, вже на початку 2010-х це підприємство отримало власне потужне прокатне виробництво.